# سلاحف مسننة
السلاحف المسننة (الاسم العلمي:†Odontochelyidae) هي فصيلة منقرضة من الزواحف.

## التصنيف
- السلحفاة المسننة